# Thutmosis (Vizekönig von Kusch)
Thutmosis  war ein altägyptischer Beamter, der unter Echnaton (etwa 1351–1334 v. Chr.) amtierte. Er trug den wichtigen Titel des Vizekönigs von Kusch und war damit der oberste Verwalter der nubischen Provinzen. Er ist der einzig bekannte Beamte mit diesem Titel aus der Regierungszeit von Echnaton. Er begann seine Karriere unter Amenophis III.
Thutmosis ist von einer kurzen Felsinschrift auf der Insel Sehel ganz im Süden von Ägypten bekannt. Dort ist er stehend dargestellt. Vor ihm befindet sich der Thronname von Echnaton Nefer-cheperu-Re-wa-en-Re (Mit vollkommenen Gestalten, Einziger des Re) und darunter die kurze Inschrift der Königssohn Thutmosis. Königssohn ist die Kurzform des Titels des Vizekönigs von Kusch, es handelt sich nicht um einen leiblichen Sohn des Herrschers. In Buhen fanden sich Fragmente einer Stele aus der Regierungszeit von Echnaton, die von der Niederschlagung eines nubischen Aufstandes berichtet. Die Stele ist nicht gut erhalten. Ein Königssohn und Vorsteher der (südlichen) Fremdländer wird zweimal genannt, doch ist der Name weggebrochen. Der genannte Vizekönig von Kusch mag aber auch Thutmosis gewesen sein. Thutmosis ist auch von einer Statue, die sich beim Gebel Barkal fand, bekannt. Er hatte wahrscheinlich eine Kapelle in Dschabal as-Silsila. Die unvollendete und nur am Eingang beschriftete Kapelle 26 kann ihm zugeschrieben werden. Dort erscheint der Name von König Amenophis III. Der Titel Vizekönig von Kusch ist erhalten, doch ist der Name verloren. Die dort genannte Person trägt auch den Titel Leiter der beiden Throne. Der seltene Titel ist bei einem Vizekönig von Kusch nur noch bei Thutmosis bezeugt, womit es sicher scheint, dass die Kapelle ihm gehörte.